# Suso de Toro
Xesús Miguel de Toro Santos, més conegut com a Suso de Toro (Santiago de Compostel·la, 1956) és un escriptor contemporani gallec.

## Biografia

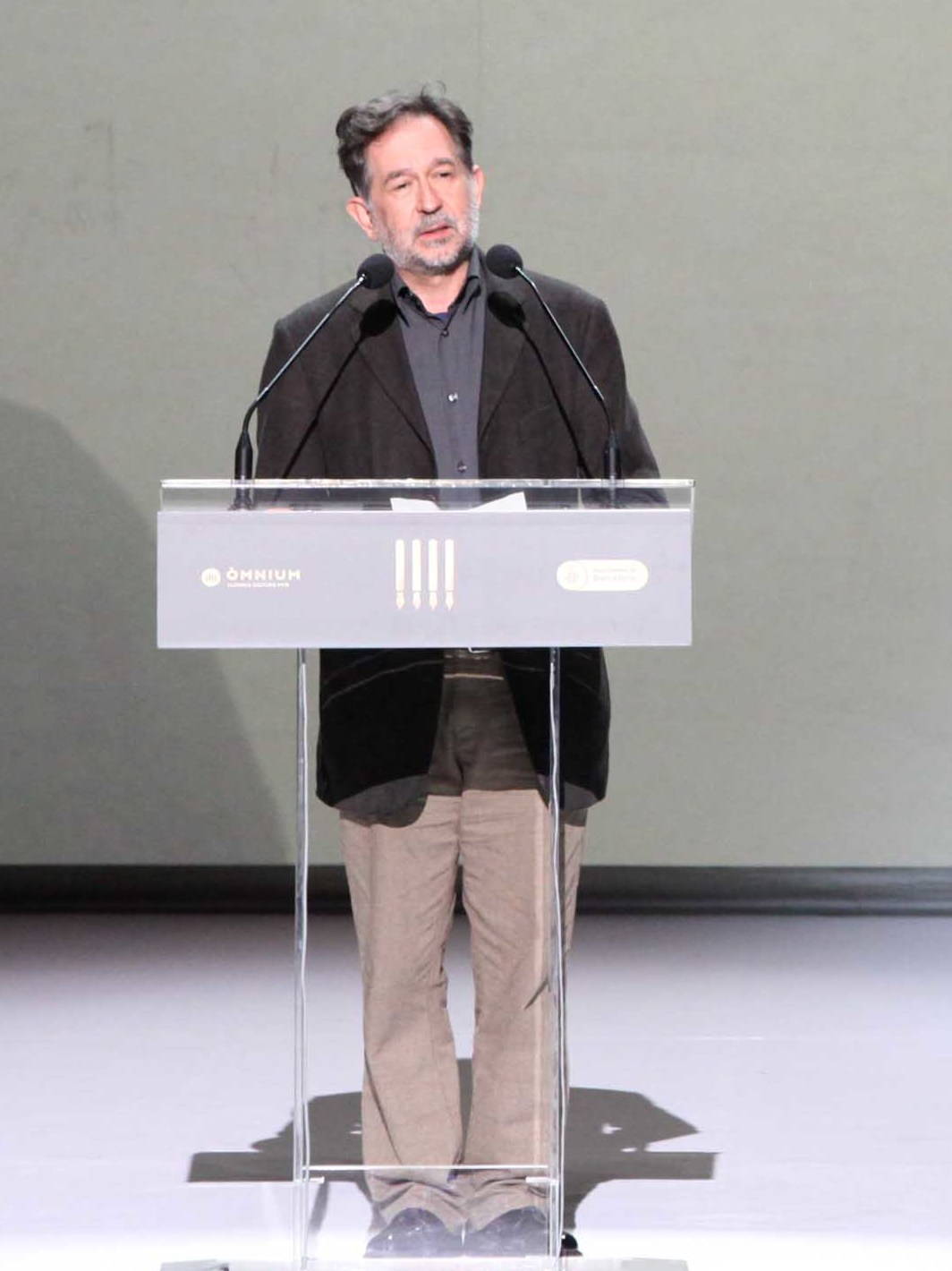
Suso de Toro a la cerimònia de lliurament del Premi Internacional Joan B. Cendrós 2014.

Llicenciat en art modern i contemporani, és també guionista de televisió i col·laborador habitual en diversos mitjans, com eldiario.es. Ha publicat més de vint llibres en gallec de narrativa, teatre i assaig. Entre les seves novel·les destaca Tretze campanades, per la qual va rebre el Premi Nacional de narrativa de les Lletres Espanyoles el 2003 i que va ser adaptada al cinema el 2002. La seva obra està traduïda a diverses llengües i ha estat objecte d'estudi en diverses universitats europees. El seu germà, Xelís de Toro, també és escriptor.
L'abril de 2010 va anunciar la seva retirada com a escriptor professional, reprenent la seva carrera de professor de llengua i literatura gallega d'educació secundària. De cara a les eleccions al Parlament Europeu de 2014 figurà en el dotzè lloc de la llista electoral Els Pobles Decideixen.
La Generalitat de Catalunya li atorgà la Creu de Sant Jordi el 2014, any en què també rebé el Premi Internacional Joan B. Cendrós.

## Obres

### Narrativa
- Caixón desastre (1983, Universidade de Santiago). Premi "Galicia" de Literatura de la Universitat de Santiago.
- Polaroid (ISBN 84-9757-010-3, 1986, Xerais). Premio de la crítica de Galícia
- Land Rover (ISBN 84-8302-249-4, 1988, Xerais). Finalista del Premi Xerais.
- Ambulancia (ISBN 84-8302-339-3, 1990, Xerais).
- Unha pouca cinza (1992, Editorial Compostela).
- Tic-tac (ISBN 84-406-3725-X, 1993, Ediciones B), Premi de la Crítica Espanyola, i qualificada per Basilio Losada como una de les millors novel·les de la literatura gallega.
- A sombra cazadora (ISBN 84-7507-962-8, 1994, Xerais), edició catalana: L'ombra caçadora, Columna, 2001; Bromera, 2005.
- Calzados Lola (O dano e a absolución) (ISBN 84-8302-176-5, 1997, Xerais), Premi Blanco Amor.
- Círculo: da materia dos soños (ISBN 84-8302-317-2, 1998, Xerais)[6]
- Non volvas: filla da madrugada (ISBN 84-8302-498-5, 2000, Xerais), Premi de la Crítica Espanyola.
- Servicio de urxencias (ISBN 84-8302-827-1, 2002, Xerais), recull de guions de la sèrie Servicio de urxencias (1989)
- Trece badaladas (ISBN 84-8302-788-7, 2002, Xerais).
- O príncipe manco (on agrupa Tic-Tac i Círculo, ISBN 84-264-1472-9, 2004).
- Home sen nome (ISBN 84-9782-447-4, 2006, Xerais); edició catalana: Home sense nom, Bromera, 2006.
- Sete palabras (ISBN 978-84-9914-029-2, 2009, Xerais).
- Somnámbulos (ISBN 978-84-9914-757-4, 2014, Xerais).
- Humildar. Rituales para después de Dios Arxivat 2018-04-19 a Wayback Machine. (ISBN 978-84-17082-00-0, Editorial Gregal).
- Esdevenir humil. Rituals per a després de Déu Arxivat 2018-04-19 a Wayback Machine. (ISBN 978-84-946758-9-8, Editorial Gregal).
- Fora de si Arxivat 2018-04-19 a Wayback Machine. (ISBN 978-84-17082-60-4, Editorial Gregal). Ed. catalana.

### Teatre
- Unha rosa é unha rosa (ISBN 84-8302-099-8, 1996, Xerais).

### Literatura infantil i juvenil
- Conta saldada (ISBN 84-8224-056-0, 1996, Xerais); edició catalana: Compte saldat, Alfaguara / Grup Promotor, 1998.
- Morgún (ISBN 84-9782-053-3, 2003, Xerais).

### Periodisme i assaig
- Camilo Nogueira e outras voces: unha memoria da esquerda nacionalista (ISBN 84-7507-601-7, 1991, Xerais).
- F. M (1991, Positivas).
- Parado na tormenta (ISBN 84-8288-061-6, 1996, Galaxia).
- Eterno retorno (1996).
- O país da brétema: Unha viaxe no tempo pola cultura celta (ISBN 84-03-09204-0, 2000, El País-Aguilar).
- A carreira do salmón (ISBN 84-8302-703-8, 2001, Xerais).
- Nunca máis Galiza á intemperie (ISBN 84-8302-932-4, 2002, Xerais); edició catalana: Mai més: Diari urgent d'una catàstrofe, Ara Llibres, 2003.
- Españois todos: As cartas sobre a mesa (ISBN 84-9782-089-4, 2004, Xerais); edició catalana: Espanyols tots, Bromera, 2004.
- Ten que doer: literatura e identidade (ISBN 84-9782-098-3, 2004, Xerais).
- Outra idea de España: Mar de fondo (ISBN 84-9782-308-7, 2005, Xerais); edició catalana: Una altra idea d'Espanya, Bromera, 2005.
- Madera de Zapatero: Retrato de un presidente (2005)
- Outra Galiza (ISBN 978-84-9782-851-2, 2008, Xerais).
- Inmateriais (ISBN 978-84-9914-502-0, 2013, Xerais).
- La lliçó catalana Arxivat 2018-04-19 a Wayback Machine. (ISBN 978-84-17082-01-7, Editorial Gregal).
- Per Catalunya! Arxivat 2018-04-19 a Wayback Machine. (ISBN 978-84-17082-26-0, Editorial Gregal).
- La literatura, des de dins Arxivat 2018-04-20 a Wayback Machine. (ISBN 978-84-17082-52-9, Editorial Gregal).

### Coautor
- O quiquiriquí e outras narracións. Traballos premiados no 8º concurso de narracións curtas Modesto R. Figueiredo do Pedrón de Ouro (ISBN 84-7492-203-8, 1983, Edicións do Castro).
- O relato breve. Escolma dunha década (1980-1990) (ISBN 84-7154-738-4, 1990, Galaxia).
- Contos da xustiza (1991, Ir Indo).
- Polos camiños da literatura: escritores galegos do PEN (1993, Xunta de Galicia/PEN Clube).
- Ruta Rosalía 1993 (1993, Caixa Galicia).
- Berra liberdade: Escritores galegos por Amnistía Internacional (ISBN 84-8288-034-9, 1995, Galaxia).
- Relato contemporáneo (ISBN 84-7507-965-2, 1995, Xerais)
- Construír a paz (ISBN 84-8302-060-2, 1996, Xerais).
- Unha liña no ceo (58 narradores galegos 1979-1996) (ISBN 84-8302-000-9, 1996, Xerais).
- Novo do trinque (ISBN 84-605-6355-3, 1997, BNG).
- Palabras con fondo: un compromiso dos escritores de Galicia coa cooperación e a solidariedade internacional (ISBN 84-7824-370-4, 2001, Fondo Galego de Solidariedade Internacional).
- Poetas e narradores nas súas voces (Vol. 1) (ISBN 84-95415-26-7, 2001, Consello da Cultura Galega).
- Longa lingua: os contos da mesa (ISBN 84-8302-812-3, 2002, Xerais).
- Materia prima: relatos contemporáneos (ISBN 84-8302-840-9, 2002, Xerais).
- Contos dende a Arquitectura (ISBN 84-7824-427-1, 2003).
- Narradio: 56 historias no ar (ISBN 84-8302-945-6, 2003, Xerais).
- Educación e Paz III. Literatura galega pola Paz (2008, Xerais).
- From the beginning of the sea (De onde comeza o mar) (2008, Foreign Demand).
- Trece badaladas (2002), Premi Nacional de Narrativa; edició catalana: Tretze campanades, Bromera, 2004.

## Premis
- 1993: Premi de la Crítica de narrativa gallega per Tic-tac
- 1997: Premi Blanco Amor per Calzados Lola
- 2000: Premi de la Crítica de narrativa gallega per Non volvas
- 2003: Premi Nacional de narrativa de les Lletres Espanyoles per Trece badaladas. Trece campanadas
- 2014: Creu de Sant Jordi
- 2014: Premi Internacional Joan B. Cendrós